# Salvatore Greco (Schauspieler)
Salvatore Greco (* 28. Januar 1980 in Zürich) ist ein Schweizer Schauspieler mit italienischen Wurzeln.

## Leben
Salvatore Greco ist ein Sohn italienischer Emigranten und wurde in der Schweiz geboren. Er wuchs zweisprachig (Deutsch und Italienisch) auf. Nach seinem Abitur begann Greco 2001 eine Ausbildung als Schauspieler in Zürich. Er verfügt über Ausbildungen im Tanzen (lateinamerikanisch), im Kampfsport (Schweizer Meister 2000 Qwan Khi Dao) und in der Leichtathletik.
Bereits während seiner Schauspielausbildung in Zürich erhielt Greco die ersten Engagements als «Erzengel Michael» und «Tischgesellschaft» neben Maria Becker und deren Sohn Benedict Freitag im Stück Jedermann von Hugo von Hoffmansthal.
Nach seinem Abschluss erhielt Salvatore Greco von Vivian Naefe seine erste TV-Rolle «Fünf-Sterne-Kerle inklusive». Es folgten verschiedene Formate und Rollen für Schweizer Fernseh- und Kinoproduktionen, und zugleich blieb Greco der Theaterbühne treu. In dieser Zeit spielte er neben Marco Rima, Mike Müller, Leonardo Nigro und weiteren schweizerischen Grössen wie Isabelle von Siebenthal.
Greco verliess 2009 die Schweiz, um sein Handwerk weiter zu verfeinern. Seine schauspielerische Ausbildung erstreckte sich dabei vom Giles Foreman Centre for Acting in London bis zum Stella Adler Studio of Acting (New York).
2012 erreichte er in Deutschland eine grosse Reichweite im Fernsehen. Daraus folgten unterschiedliche Projekte für Sender wie ZDF, ARD und RTL. Unter anderem interpretierte er 2020 als durchgehende Hauptrolle den Hauptkommissar Battiato in der ZDF-Serie «Blutige Anfänger».
Salvatore Greco schenkt Studenten- und Low-Budget-Produktionen seine Aufmerksamkeit und wurde 2017 für den Kurzfilm Für das Meer, welches eine schimmernde Wüste ist (Regie: Simon Helbling) beim MOMO-Filmfestival mit dem Preis Bester Kurzfilm belohnt.
Greco  war von 2013 bis 2024 mit der Schauspielerin Juliette Greco verheiratet. Sie haben eine Tochter und einen Sohn. Salvatore Greco spricht fünf Sprachen, er wohnt in der Schweiz.

## Filmografie (Auswahl)
- 2006: Fünf-Sterne-Kerle inklusive (Fernsehfilm)
- 2006: Alles bleibt anders (Fernsehfilm)
- 2006: Schöni Uussichte – Motivación verleiht Flügel, Ein Triumph für el Amor (Fernsehserie)
- 2007: Liebe und Wahn (Fernsehfilm)
- 2008: Tag am Meer (Kinofilm)
- 2010: Liebling lass uns scheiden (Kinofilm)
- 2011–2013: Alles was zählt (Fernsehserie)
- 2012: Berberian Sound Studio (Kinofilm)
- 2013: Heiter bis tödlich – Zwischen den Zeilen (Fernsehserie)
- 2014: Ein Fall für Zwei – Tödliche Vergangenheit (Fernsehserie)
- 2015: Die Kuhflüsterin – Die Pizza (Fernsehserie)
- 2018: In aller Freundschaft – Ein hoher Preis (Fernsehserie)
- 2020: Die Heiland – Wir sind Anwalt (Folge Ausgemustert)
- 2020–2021: Blutige Anfänger (Fernsehserie, Serienhauptrolle, 24 Folgen)
- 2022: Riesending – Jede Stunde zählt (Fernsehfilm)
- 2023: Hotel Mondial (Fernsehserie)
- 2025: Die Beschatter – Die Reifeprüfung (Fernsehserie)

## Theaterrollen (Auswahl)
- 2002: «Jedermann» im Museum Rietberg Zürich, eine Maria Becker-Produktion
- 2008–2009: «Die Szene», Kammerspiele Seeb
- 2010: Macbeth als Macbeth (Stella Adler in New York)
- 2010: Danny and the Deep Blue Sea (Stella Adler als Danny)
- 2011: «The dinner party», The courtyard theater London